# TON 618
TON 618 (Tonantzintla 618) is een zeer verafgelegen en bijzonder lichtsterke quasar in het sterrenbeeld Jachthonden. Het betreft wellicht het meest massieve zwarte gat dat ons bekend is met een geschatte massa van 66 miljard zonsmassa's. De schwarzschildradius is bepaald op 1300 AE. 

## Observatiegeschiedenis
Omdat quasars als astronomisch object niet werden herkend tot 1963 waren de eigenschappen van dit zwarte gat onbekend toen het voor het eerst werd beschreven tijdens een onderzoek van Braulio Iriarte en Enrique Chavira naar zwakke blauwe sterren in 1957. Op de fotografische platen van het observatorium van Tonantzintla in Mexico was nummer 618 van de Tonantzintla-catalogus "duidelijk violet".
In 1970 is bij een onderzoek naar radiogolven door het radioastronomisch instituut van Bologna radiostraling van TON 618 gedetecteerd, waardoor afgeleid kon worden dat het object een quasar is. Marie-Helene Ulrich heeft daarna optische spectra van TON 618 verkregen op het McDonald-observatorium in Texas, en vond daarin quasar-typische spectraallijnnen. Uit de roodverschuiving van de lijnen kon Ulrich afleiden dat TON 618 een zeer grote afstand had en het dus een van de meest lichtsterke quasars die bekend waren moest zijn.

## Superzwaar zwart gat
De quasar TON 618 bestaat vermoedelijk uit een accretieschijf van extreem heet gas en plasma, dat wervelend om een superzwaar zwart gat draait, welk zich in het midden van een sterrenstelsel bevindt. De leeftijd van het licht dat van deze quasar afkomt wordt geschat op 10,4 miljard jaar wanneer het de aarde heeft bereikt. Het omringende sterrenstelsel is dan ook niet zichtbaar omdat de lichtbron te fel is en deze verbloemt. Met een absolute magnitude van −30,7 geeft deze licht af met een energie van 4×1040 watt. Dit staat gelijk aan 140 biljoen keer de lichtkracht van de zon. Het is daarmee een van de felste lichtbronnen uit het waarneembaar heelal.